# William Andres
Pour les articles homonymes, voir Andres (homonymie).
William "Bill" Andres, Jr. (20 août 1925-23 septembre 2010) est un homme politique canadien de l'Ontario. Il est député fédéral libéral de la circonscription ontarienne de Lincoln de 1968 à 1972.

## Biographie
Né en République socialiste soviétique d'Ukraine, Andres travaille comme agriculteur de métier.
Élu dans Lincoln en 1974, il est secrétaire parlementaire du ministre d'État au Multiculturalisme de 1977 à 1979. Il est également membre de plusieurs comités permanents. Se représentant, mais dans St. Catharines en raison d'un redécoupage électoral, il est défait en 1979. En 1988, il se présente sans succès comme candidat du Parti Héritage chrétien dans Niagara Falls.